# Artakserks IV.
Artakserks IV. Arz (perzijsko اردشيرچهارم‎‎, staroperzijsko Artaxšacā) je bil perzijski kralj in faraon Egipta iz Ahemenidske dinastije, ki je vladal od leta  338 pr. n. št. do 336 pr. n. št., * ni znano, † 336 pr. n. št.

## Življenjepis
Bil je najmlajši sin kralja Artakserksa III. in Atose in ni pričakoval, da bo kdaj nasledil perzijski prestol. Njegov nepričakovan prihod na oblast leta 338 pr. n. št. je bil posledica umora njegovega očeta in večine njegove družine, ki ga je zagrešil močni veliki vezir Bagoas, ki je malo pred tem padel v nemilost. Bagoas je hotel na vsak način ostati na položaju vezirja, zato je na prestol posadil Arza, katerega je laže obvladoval kot njegovega očeta. 
Arz je bil marionetni kralj, za katerim je vladal Bagoas. Sčasoma je postal nezadovoljen s svojim položajem in je, verjetno pod vplivom dvornega plemstva, začel načrtovati Bagoasov umor. Bagoas ga je prehitel in ga zastrupil in na njegovo mesto postavil njegovega bratranca Dareja III.
Glavna skrb Artakserksa IV. med njegovim kratkim kraljevanjem so bile sovražnosti na meji cesarstva z Makedonijo pod Filipom II. Makedonskim in njefovim sinom Aleksandrom Velikim. Sovražnosti so med vladavino njegovega naslednika Dareja III. prerasle v vojno z Aleksandrom.

## Ime
Ime Arz (grško Arses) je bilo verjetno njegovo pravo ime. Po prevzemu oblasti se je po svojem očetu in starem očetu preimenoval v Artakserksa.
Arses je grška interpretacija staroperzijskega imena, ki se v  avestanskem jeziku glasi Aršan, v staroperzijskem jeziku pa Aršaka in Aršāma.

## Sklic
1. ↑  Lecoq, P. Arses. Encyclopedia Iranica. str. 548.

| Artakserks IV. Ahemenidska dinastijaRojen: ni znano Umrl: 336 pr. n. št. |                                                             |                       |
| Predhodnik: Artakserks III.                                              | Veliki kralj (šah) Perzije 338 pr. n. št. – 336 pr. n. št.  | Naslednik: Darej III. |
| Predhodnik: Artakserks III.                                              | Faraon Egipta 31. dinastija 338 pr. n. št. – 336 pr. n. št. | Naslednik: Darej III. |